# Meioneta gagnei
Meioneta gagnei är en spindelart som beskrevs av Willis J. Gertsch 1973. Meioneta gagnei ingår i släktet Meioneta och familjen täckvävarspindlar. Inga underarter finns listade i Catalogue of Life.